# ヨープスト・フォン・メーレン
ヨープスト・フォン・メーレン（独：Jobst von Mähren, 1351年 - 1411年1月18日）は、ルクセンブルク家のモラヴィア辺境伯（在位：1375年 - 1411年）、後にルクセンブルク公（在位：1388年 - 1402年、1407年 - 1411年）、ブランデンブルク選帝侯（在位：1388年 - 1411年）、ローマ王（対立王、在位：1410年 - 1411年）。チェコ名ヨシュト（Jošt Moravský）、フランス名ジョス（Josse de Moravie）。
父はボヘミア王ヨハン（盲目王）の子で神聖ローマ皇帝カール4世の弟であるモラヴィア辺境伯ヨハン・ハインリヒ。母はオパヴァ＝ラチブシュ公ミクラーシュ2世の娘マルガレーテ。ローマ王兼ボヘミア王ヴェンツェルと神聖ローマ皇帝兼ハンガリー王・ボヘミア王ジギスムントは従弟に当たる。

## 生涯
1372年、ハンガリー宮中伯を務めるオポーレ公ヴワディスワフの娘エルジュビェタと結婚したがすぐに死別、1374年にはヴワディスワフの妹であるアグニェシュカと再婚した。2度の結婚で子供はなかった。
従弟であるローマ王ヴェンツェル・ハンガリー王ジギスムント兄弟に多額の融資と軍事援助をしていたため、1388年にヴェンツェル・ジギスムントよりそれぞれルクセンブルク、ブランデンブルク選帝侯領を借金の抵当として譲られる。野心家でもあり、1394年にヴェンツェルと対立するボヘミア貴族と組んでヴェンツェルを捕らえ監禁するも、翌1395年に報復に出たヴェンツェルにより監禁されている。ブランデンブルクの統治は義弟のマイセン辺境伯ヴィルヘルム1世に委ね、ルクセンブルクは抵当に入れてオルレアン公ルイに転売した（1407年にルイが暗殺されたため、ルクセンブルクはヨープストに戻った）。
男子のないジギスムントから1400年に後継者に指名されたが、ヨープストの方は反対派と結んでヴェンツェル・ジギスムント兄弟を脅かしていた。1401年にハンガリー貴族がジギスムントに対する反乱を起こすとどさくさに紛れてブラチスラヴァを占拠、同年にローマ王ループレヒトの軍勢がボヘミアに迫るとそちらへ加勢した。ジギスムントもヨープストの油断ならない姿勢に警戒し、1402年に後継者をヨープストからオーストリア公アルブレヒト4世へ変更、同年にヨープストの捕縛を企てて失敗している。
ループレヒトが1410年に死去すると、ジギスムントの反対にもかかわらずヨープストを次期皇帝に推す選帝侯が（ヨープスト本人以外にも）現れて2人が並び立つ状況が続いたが、翌1411年にヨープストが死亡し、ジギスムントが単独の皇帝になった。ジギスムントはまたブランデンブルク選帝侯にも復位した。ルクセンブルクはジギスムントの姪エリーザベトが相続した。